# Gammiella pterogonioides
Gammiella pterogonioides är en bladmossart som beskrevs av Brotherus 1908. Gammiella pterogonioides ingår i släktet Gammiella och familjen Sematophyllaceae. Inga underarter finns listade i Catalogue of Life.